# Mala leche
Mala leche és una pel·lícula dramàtica xilena estrenada el 16 d'abril de 2004, dirigida per León Errázuriz, coautor del guió amb Matías Ovalle, basat en un conte de Juan Rulfo sobre la pobresa i la marginalitat.

## Sinopsi
Tracta la història de dos joves amics delinqüents que tenen un negoci amb drogues que va malament. Les coses es compliquen quan perden els diners i les drogues. Així que han de recuperar els diners en dos dies per no ser assassinats pel traficant. Per recuperar els diners, inicien una sèrie de crims. És una visió molt realista i fresca de Santiago que no apareix a les targetes postals.

## Repartiment
- Mauricio Diocares
- Luis Dubó
- Tamara Garea
- Adela Secall
- José Herrera
- Loreto Moya
- Ramón Llao
- Camila Leiva

## Recepció
Ha participat en el Festival de Cinema de Gramado i en el Festival de Cinema de Jeonju. Va guanyar el premi Horizontes al Festival Internacional de Cinema de Sant Sebastià 2004.